# Історія Мін
Історія Мін (кит.|明史|піньїнь Míng Shǐ) — одна з китайських історичних праць, відомих як Династичні історії. Складається з 332 томів та покриває історію імперії Мін з 1368 до 1644 року.
За китайською традицією, «Історія Мін» була написана вченими при дворі наступної династії, Цін, на базі секретних історій мінських імператорів, зібраних в «Істинні часописи династії Мін» (Мін шилу).
Складання історії почалось за часів правління імператора Шуньчжи й було завершено 1739 року в добу правління Цяньлуна, хоч більшість томів була написана в добу імператора Кансі.

## Передісторія
Після того, як династія Цін поширила своє правління на Центральну рівнину, на другий рік правління імператора Шуньчжі цензору Чжао Цзидіну (趙繼鼎) було доручено скласти "Історію династії Мін". У травні другого року правління імператора Шуньчжі при дворі династії Цін був створений комітет у складі Великого секретаря Фен Куана, Лі Цзянтая, Фань Веньченя, Гань Ліна і Ци Чунге в якості президентів для роботи над складанням "Історії Мін". У тому ж році президенти призначили віце-президентів і укладачів, а також призначили сім Чжан Гуанів, десять переписувачів маньчжурської мови і тридцять шість переписувачів китайської мови, щоб підняти завісу над складанням "Історії Мін".
Цин навмисно виключили з "Історії Мін" посилання та інформацію, які показували чжурчженів (маньчжурів), як підлеглих династії Мін, щоб приховати їх колишнє підлегле ставлення до Мін. Правдиві записи Мін не були використані, як джерело інформації про чжурчженів під час правління Мін в "Історії Мін".